# Фомино (Можайский район)
Фомино — деревня в Можайском районе Московской области, в составе Сельского поселения Борисовское. Численность постоянного населения по Всероссийской переписи 2010 года — 16 человек. До 2006 года Фомино входило в состав Ямского сельского округа.
Деревня расположена в южной части района, примерно в 13 км к юго-западу от Можайска, на левом берегу реки Мжут, высота центра над уровнем моря 212 м. Ближайшие населённые пункты — Алексеенки на юге, Юдинки на юго-западе и Артёмки на севере.